# Carmen de Areco (município)
Carmen de Areco (partido) é um partido (município) da província de Buenos Aires, na Argentina. Possuía, de acordo com estimativa de 2019, 15.489 habitantes.

## Localidades
- Carmen de Areco
- Gouin
- Tres Sargentos
- Kenny
- Tatay